# ماجراهای آقای خموشیان
ماجراهای آقای خموشیان یک مجموعه تلویزیونی محصول سال ۱۳۶۳–۱۳۶۲ به کارگردانی سیروس قهرمانی است که نخستین سری آن در نوروز ۱۳۶۳ و سری دوم آن در پائیز ۶۳ از شبکه یک پخش شد.

## بازیگران
- محسن اصلانی
- مهری ودادیان
- ثریا حکمت
- کیومرث ملک‌مطیعی
- ناصر گیتی‌جاه
- سیروس اعوانی
- شیرین گلکار
- احمد بهروزی
- پوران حسینی
- امیرخسرو صادقی
- امیر گل‌پور